# Solanum viarum
Solanum viarum es un arbusto perenne de Brasil y Argentina con espinas en tallo y hojas. La fruta es una baya con el tamaño de una pelota de golf y tiene el color de una sandía. Es una especie invasora en los estados costeros de Estados Unidos

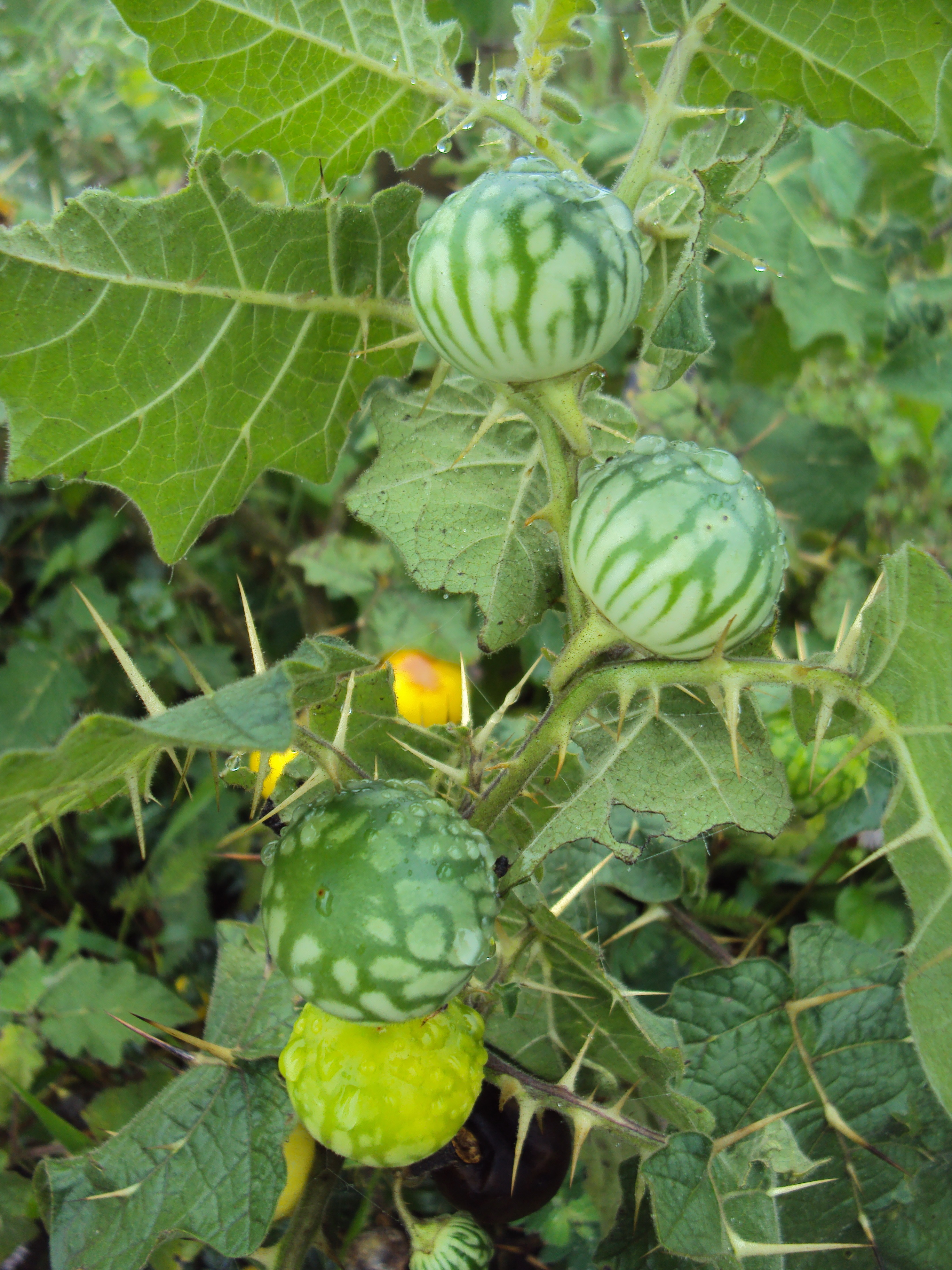
Vista de la planta

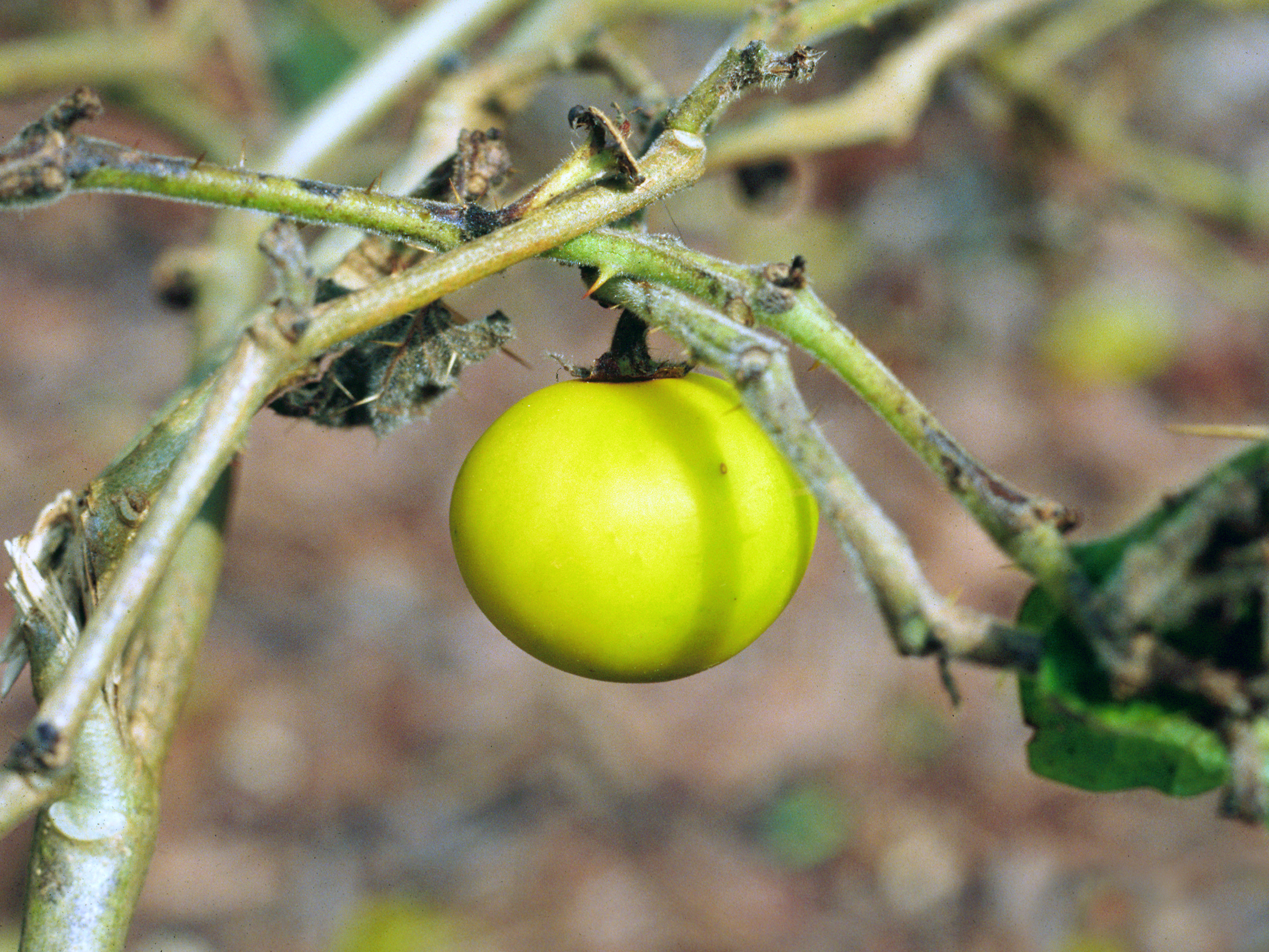
Frutos

## Descripción
Solanum viarum es un arbusto erguido que alcanza un tamaño de 0,5 a 2 m de altura, con un alto número de ramas extendidas. Una unidad sympodial consta de dos hojas verdaderas que generalmente están dispuestos en pares. Una hoja es aproximadamente dos veces tan grande como la segunda. El margen de la hoja tiene de tres a cinco pares de lóbulos contundentes o punzantes, que a su vez son enteros o también pueden ser lobulados. Tiene flores durante todo el año, cada vez más frecuente en el período de septiembre a abril. Los frutos son bayas esféricas con un diámetro de 2.2 a 2.5 cm. Los frutos inmaduros son de color verde claro con manchas de color verde oscuro y son de color amarillo cuando están maduros. 

## Taxonomía
Solanum viarum fue descrita por Michel Félix Dunal y publicado en Prodromus Systematis Naturalis Regni Vegetabilis 13(1): 240. 1852.
Etimología
Ver: Solanum
Sinonimia
- Solanum chloranthum DC.
- Solanum khasianum var. chatterjeeanum Sengupta
- Solanum viridiflorum Ruiz & Pav.[2]